# Bartoszyce
Bartoszyce é um município da Polônia, na voivodia da Vármia-Masúria e no condado de Bartoszyce. Estende-se por uma área de 11,79 km², com 23 810 habitantes, segundo os censos de 2018, com uma densidade de 2020 hab/km².